# 曼努埃尔·马雷罗
曼努埃尔·马雷罗·克鲁斯（西班牙語：Manuel Marrero Cruz，1963年7月11日—），是古巴政治家，目前担任第17任古巴共和国总理。1976年古巴撤销总理一职，43年后的2019年恢复。曼努埃尔·马雷罗是恢复总理以来古巴的第一位总理。1976年废除之前的最后一位总理是菲德尔·卡斯特罗。马雷罗是43年以来第一位担任古巴总理的人。马雷罗是古巴共产党的成员，从2004年开始长期担任古巴的旅游部长，直到2019年被任命为政府总理为止。 在担任旅游部长期间，古巴旅游业展现了巨大的韧性。他以前是建筑师， 并在古巴军队中担任上校军衔。

## 古巴总理

### 任命
在2019年古巴宪法公投之后，担任古巴总理17年的菲德尔·卡斯特罗于1976年废除总理职务后，古巴总理职务首次复职。新任古巴共和国主席米格尔·迪亚斯·卡内尔正式提名马雷罗担任总理，他的总理提名得到全国人民政权代表大会594名议员的一致批准。根据新的古巴宪法，总理的任期为五年，可以连任一次。